# Tuba Önal
Tuba Önal, född 1974 i Istanbul, är en turkisk popsångerska.
Önal deltog i den turkiska uttagningen till Eurovision Song Contest första gången 1992, då hon var körsångerska bakom Sebnem Özsaran. Året därpå deltog Önal i tävlingen som sångerska för gruppen Pi, då de framförde bidraget Seviyorum som blev utan placering. Hon deltog igen 1997 som soloartist med bidraget Sevda bu dostum, som också den blev utan placering. Hon återkom till tävlingen 1999 med bidraget Dön artik och vann. I Eurovision Song Contest samma år kom hon på sextonde plats.

## Diskografi
- Onun Adı Aşk (1999)